# Veliko Krušince
Veliko Krušince (cyr. Велико Крушинце) – wieś w Serbii, w okręgu rasińskim, w mieście Kruševac. W 2011 roku liczyła 103 mieszkańców.